# Cảng Cái Lân

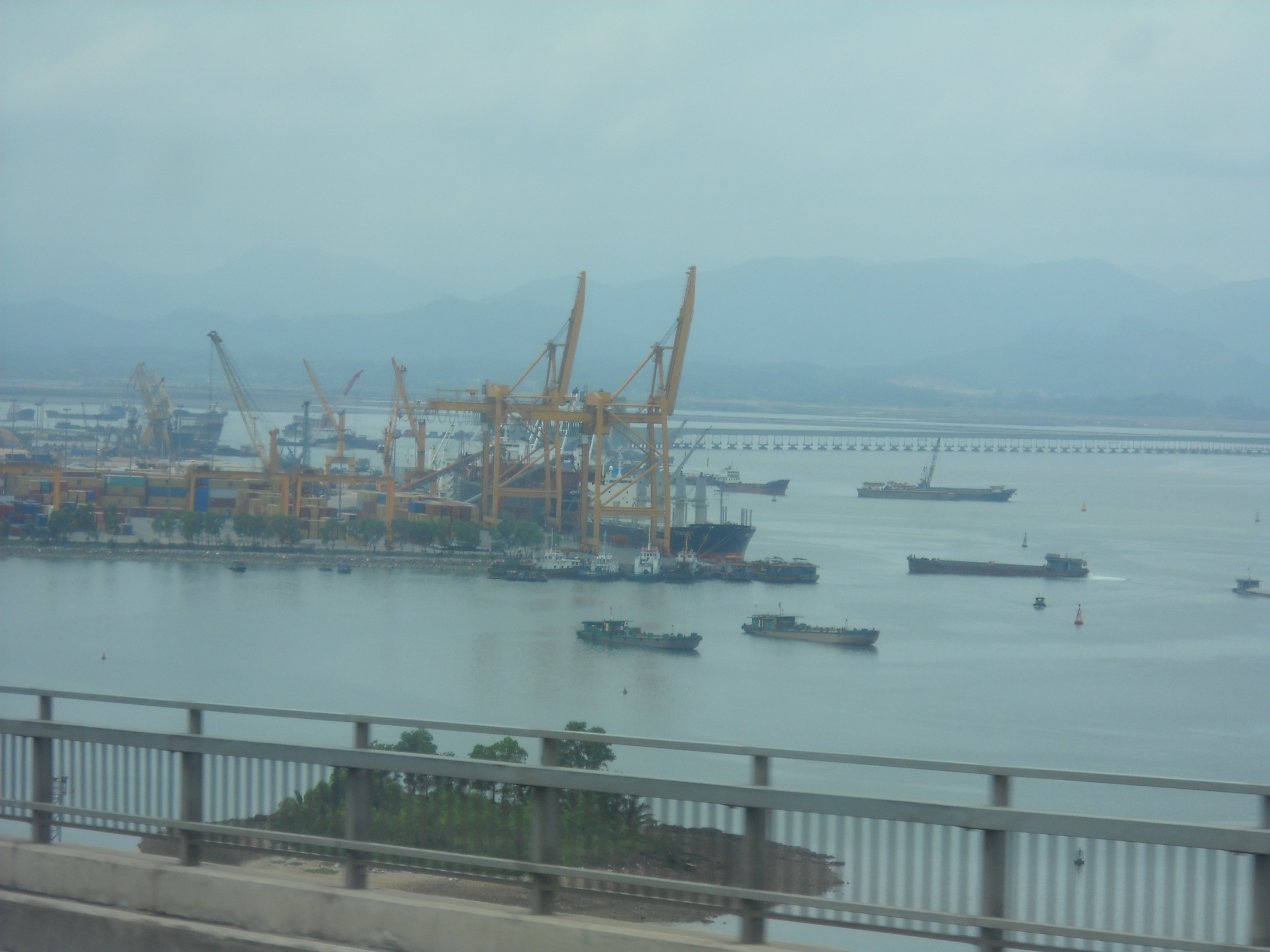
Một góc cảng Cái Lân

Cảng Cái Lân là một cảng nước sâu thuộc cụm cảng Hòn Gai tỉnh Quảng Ninh, đang được xây dựng và mở rộng thành một trong những cảng lớn nhất Việt Nam.

## Quá trình xây dựng và phát triển
Tháng 7-1996 Cảng Cái Lân được Thủ tướng Chính phủ phê duyệt đầu tư
Năm 1997 Đưa vào khai thác bến số 1
Tháng 4-2004 Đưa vào khai thác bến 5, 6, 7
Năm 2010 Khởi công xây dựng bến 2, 3, 4

## Khả năng lưu thông và tiếp nhận
Độ sâu luồng tại mức thuỷ triều bằng 0: -10 m.
Vùng quay trở: 350 m.
Kích cỡ tàu có thể tiếp nhận: 5.500 TEU (hàng container) và 85.000 DWT giảm tải (hàng rời).
Độ cao tĩnh không của cầu Bãi Cháy tại điểm thủy triều bằng 0: 55,6 m.

## Cơ sở hạ tầng
- Cảng gồm 8 cầu tàu, 2 bến bốc xếp container và 2 bến nghiêng;
- Kho có diện tích 10.000 m², bãi chứa hàng có diện tích 17.000 m²;
- Thiết bị bốc dỡ: 1 cẩu 20 tấn, 2 cẩu 30 tấn, 2 cẩu 50 tấn di động, 3 cẩu 70 tấn và một số cẩu di động từ 8 đến 10 tấn khác;
- Khả năng cập tàu: Tàu từ 1 đến 5 vạn tấn có thể cặp bến;
- Khả năng xếp dỡ: từ 5 đến 8 triệu tấn/năm.

## Ghi nhận
- Cuối tháng 6-2013, CICT là Cảng đầu tiên của miền Bắc được Hải quan Hoa Kỳ cấp chứng chỉ CT PAT (tiêu chuẩn về an ninh, an toàn), chứng chỉ cho phép hàng hoá xuất từ CICT trực tiếp đi Mỹ.
- Bến số 2,3,4 Cảng Cái Lân được lựa chọn là một trong 30 công trình tiêu biểu được UBND tỉnh Quảng Ninh gắn biển chào mừng 50 năm ngày thành lập tỉnh,
- Xếp hạng 46 trong bảng đánh giá về hiệu quả hoạt động của 351 cảng container trên toàn cầu do Ngân hàng Thế giới (WB) và IHS Markit vừa thực hiện năm 2021[3]